# Chiesa di Santa Maria Maggiore (Milazzo)
La chiesa di Santa Maria Maggiore è un luogo di culto ubicato sul lungomare Garibaldi a Vaccarella nel centro storico della città di Milazzo. Appartenente all'arcidiocesi di Messina-Lipari-Santa Lucia del Mela, vicariato di Milazzo sotto il patrocinio di San Francesco di Paola, arcipretura di Milazzo, parrocchia di Santa Maria Maggiore gestita dai religiosi del vicino convento di San Francesco di Paola.

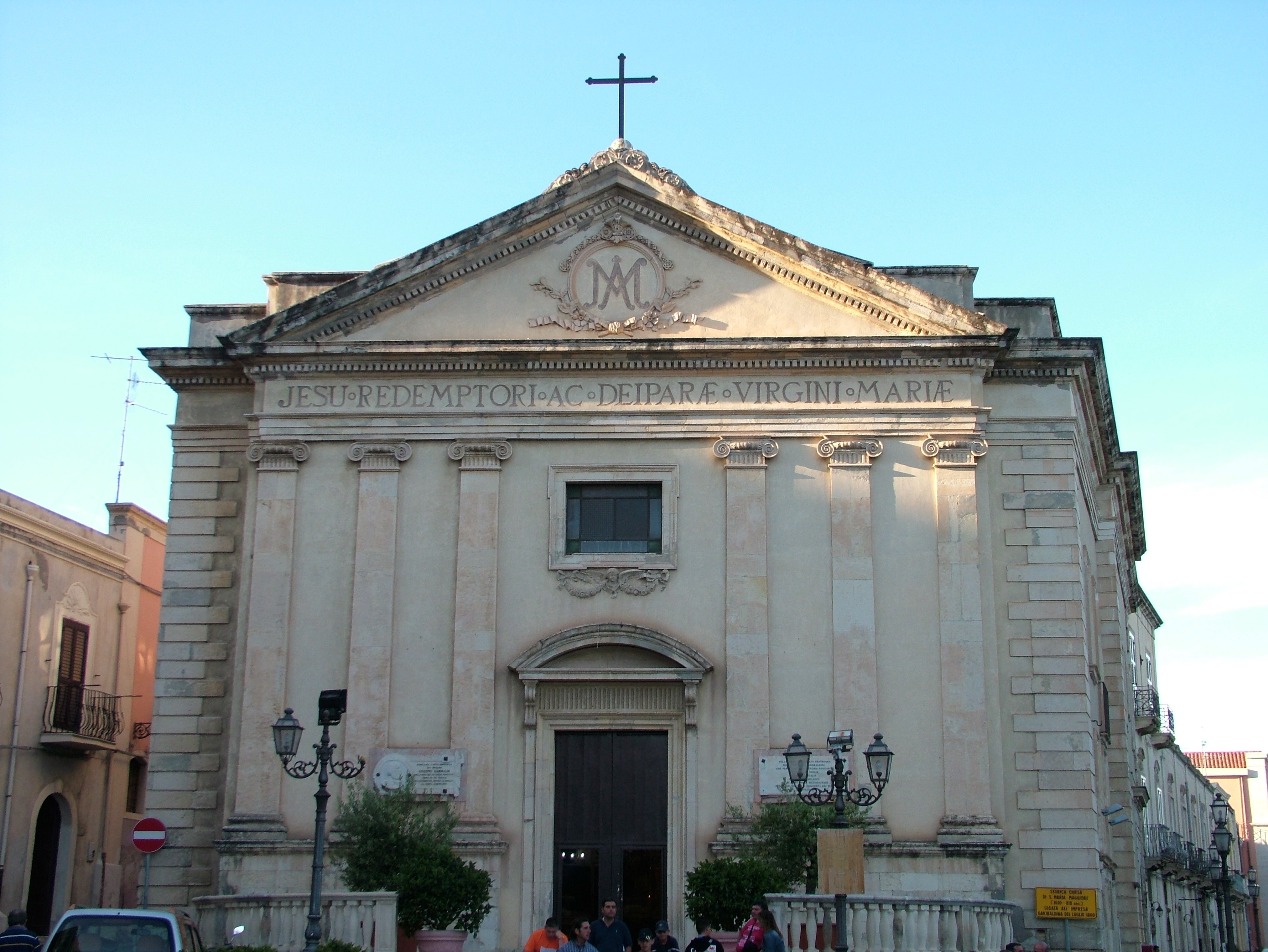
Facciata e sagrato.

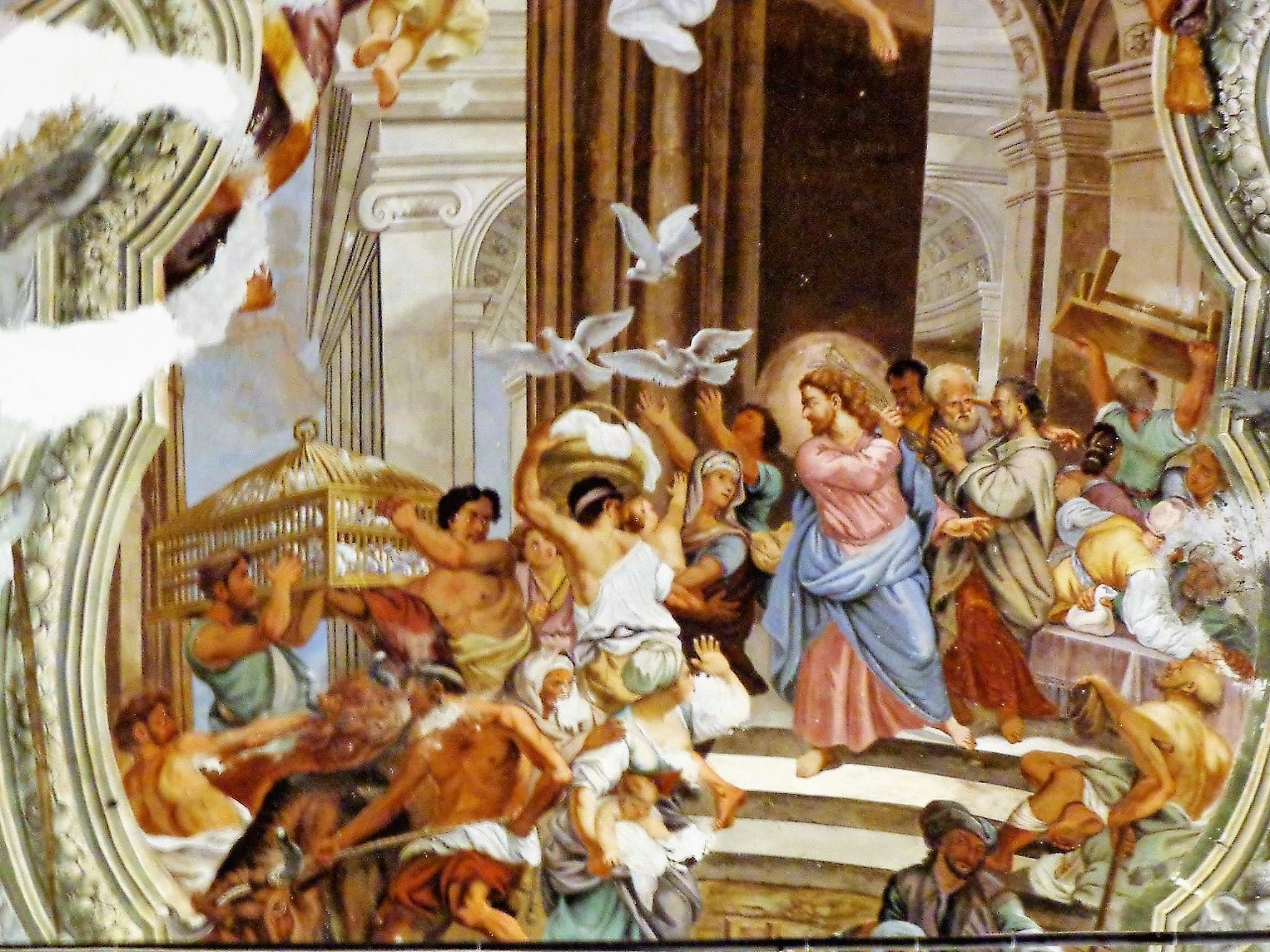
Dettaglio affresco volta.

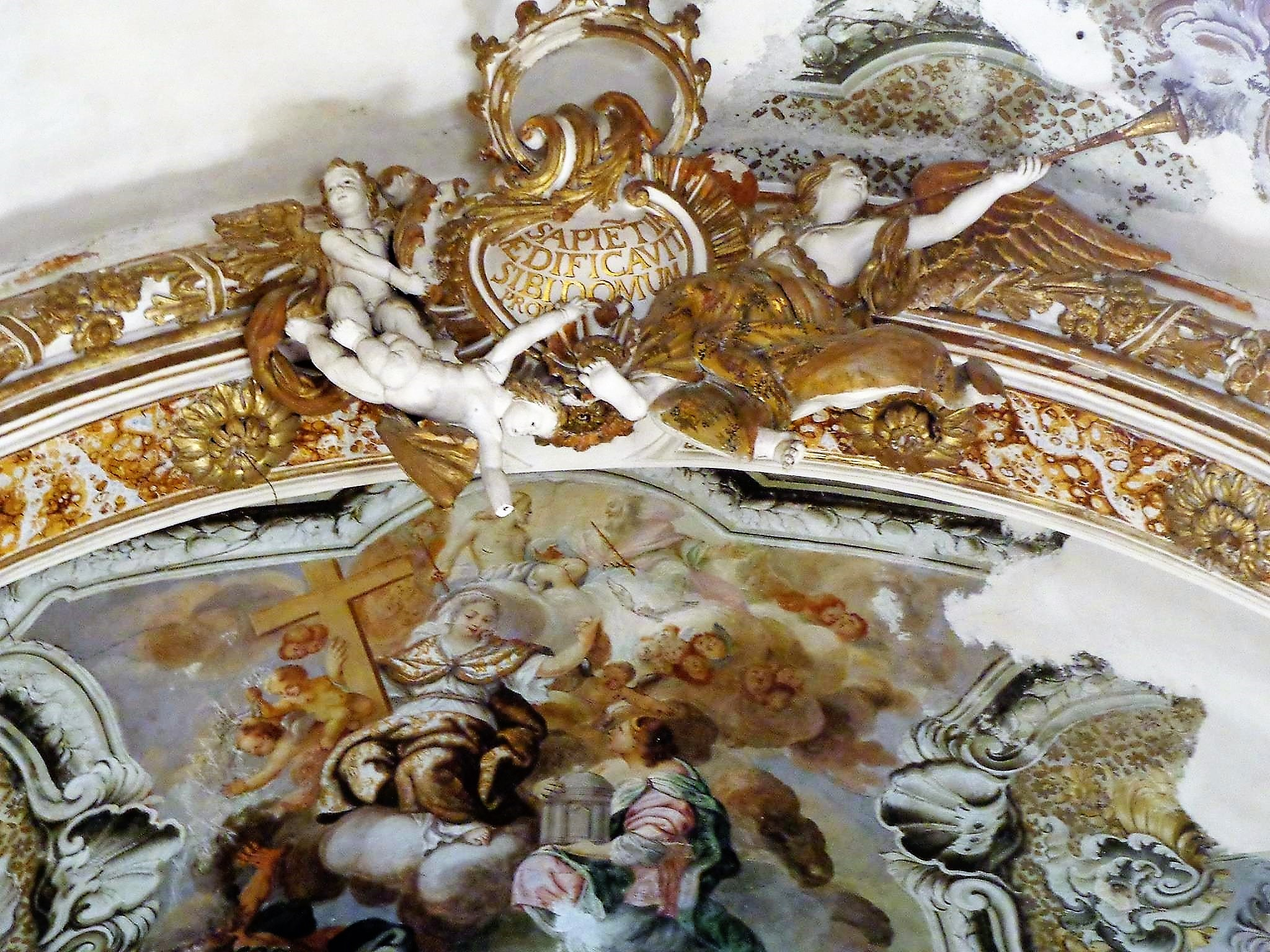
Dettaglio apparato decorativo in stucco.

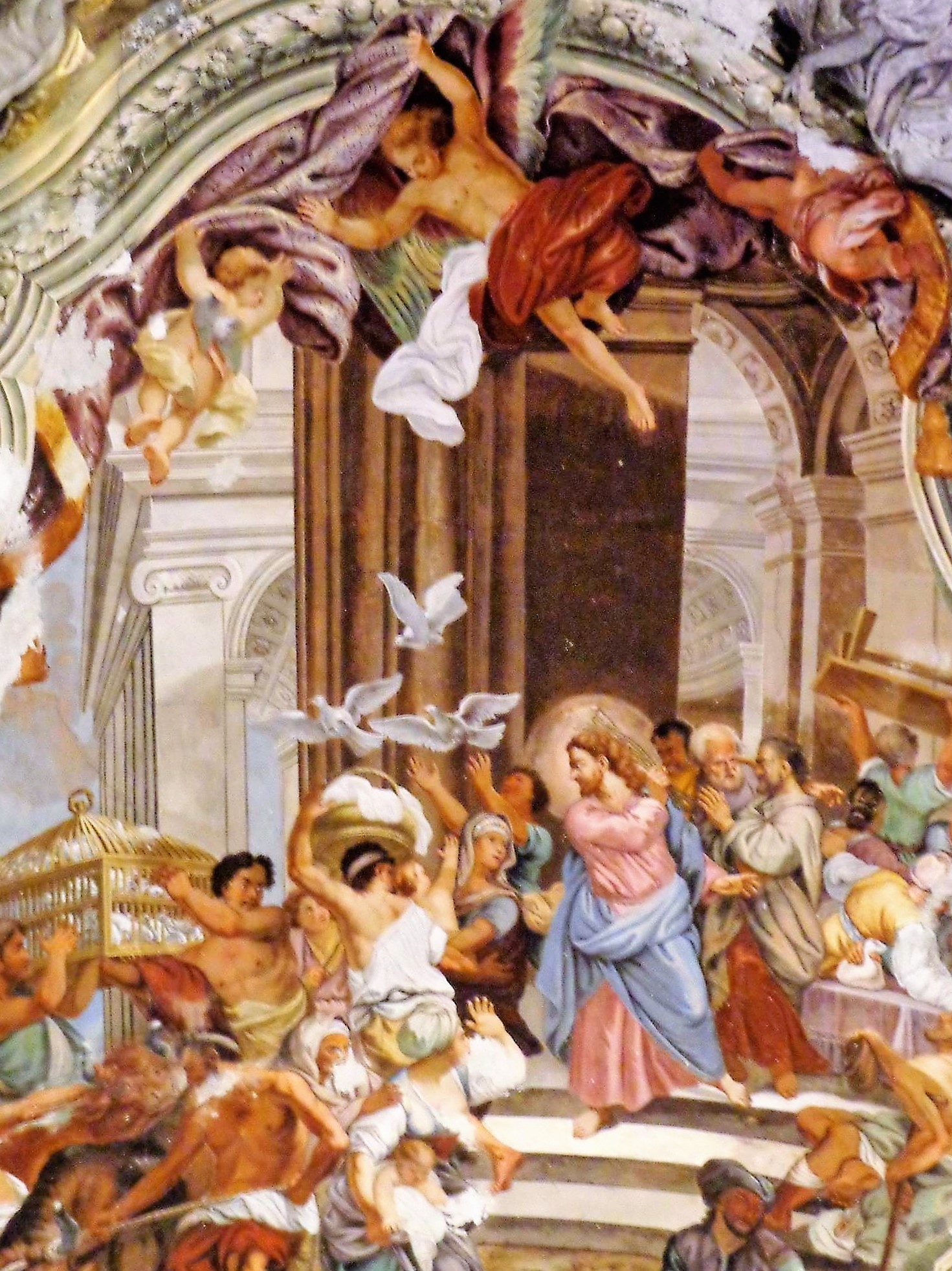
Dettaglio affresco volta.

## Storia

### Epoca spagnola
Sul promontorio è documentata la chiesa di Sant'Ermo, edificio d'epoca bizantina, struttura in seguito demolita per la costruzione del Torrione di Sant'Ermo nel 1581.
Tra il 1610 e il 1621 il Torrione di Sant'Ermo fu derivato in chiesa di Gesù e Maria, sede della Congregazione di Gesù e Maria, oggi chiesa di Santa Maria Maggiore dal 1755.

### Epoca borbonica
- 20 luglio 1860.

### Epoca contemporanea
- 1974, lavori di restauro.

## Esterno
La costruzione è la fusione di una struttura d'epoca barocca, il rococò abbellisce gli interni, lo stile neoclassico caratterizza il prospetto. Costituisce con la chiesa di San Giacomo Apostolo che la fronteggia, la quinta monumentale del tratto centrale della Marina Garibaldi.
L'esterno comprende un sagrato semicircolare sopraelevato che ospitò il meritato riposo di Giuseppe Garibaldi dopo le fatiche della battaglia di Milazzo del 20 luglio 1860.
Il campanile è stato parzialmente demolito in seguito al terremoto del 1908.

## Facciata
Una rampa di sei gradini raccorda il piano stradale con il sagrato delimitato da balaustra. Il corpo della facciata ad ordine unico, presenta per ogni lato tre paraste ioniche su alti plinti lisci, chiude la prospettiva un ricco cornicione marcapiano sormontato da un frontone triangolare che include un fregio con le insegne mariane, al vertice la croce apicale.
Sulla trabeazione l'iscrizione "JESU REDEMPTORI AC DEIPARÆ VIRGINI MARIÆ".
Al centro il portale con timpano ad arco e finestra con cornice e ornamenti. Ai lati due lapidi in memoria di un celebre episodio che vide il tempio protagonista: Garibaldi, al termine della vittoriosa battaglia del 20 luglio 1860 riposò sul sagrato della chiesa.

## Interno
L'interno è impreziosito da un apparato decorativo in stucco, un ricco cornicione dall'elaborata modanatura separa la volta ornata da affreschi realizzati da Scipione Manni, datati 1762: Presentazione di Gesù al Tempio nella calotta dell'abside, Gesù che caccia i mercanti dal tempio nella volta della navata. Completano il ciclo pittorico parietale tre lunette raffiguranti La Vergine che vince sul male e protegge la Chiesa di Cristo, la Cecità di Abramo e la terza dedicata a Davide.
L'arco trionfale presenta al centro un gruppo di angeli in stucco che regge uno stemma. Putti e festoni ornano le finestre che si aprono nella navata sopra gli altari.

### Navata destra
- Nicchia: il vano ospita l'effigie raffigurante Sant'Espedito, manufatto del XVIII secolo.
- Prima arcata: Altare della Santissima Trinità . Sulla sopraelevazione la pala d'altare raffigurante la Trinità ritratta con quattro Sante.
  - Porta, dipinto, confessionale.
- Seconda arcata: Altare dell'Immacolata Concezione. Sulla sopraelevazione la tela raffigurante l'Immacolata Concezione ritratta con San Girolamo e Sant'Erasmo.
  - Pulpito. Manufatto del 1758. Nelle immediate adiacenze è collocato il fonte battesimale trasferito tra il XVII e il XVIII secolo, verosimilmente proveniente da un altro luogo di culto.

Parete destra

### Navata sinistra
- Quadrone con affresco raffigurante Sant'Andrea Apostolo.
- Prima arcata: Altare di Gesù Bambino. Sulla sopraelevazione la tela del Settecento raffigurante la Vergine con Santi e Beati, e teca con il Bambino Gesù.
  - Varco d'accesso laterale, dipinto raffigurante la Madonna del Rosario.
- Seconda arcata: Altare del Santissimo Crocifisso. Crocifisso con la Madonna Addolorata, San Giovanni Evangelista e Maria Maddalena, manufatti risalenti al Settecento.
  - Sepolcro neoclassico della famiglia Calcagno del 1880. L'aula ospita il sepolcro della famiglia Greco Picciolo risalente al 1869.

Parete sinistra
Sono altresì documentate le sepolture o commemorate personalità o patrocinatori:

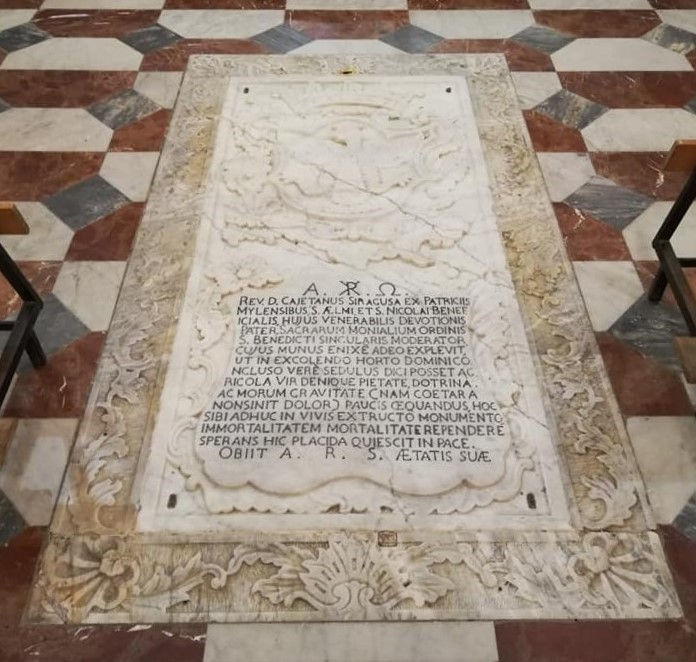
Lapide cripta centrale.

- Gaetano Siracusa.[3]
- Giuseppe Mannello Cajetani 1783.[4]
- Famiglia Cumbo 1728.[4]
- Sacerdote Angelo Runca 1735.[4]
- Pietro Cagnontento Sindoni 1768.[4]
- Bartolomeo Aricò 1767.[4]
- Antonino Maisano 1784.[4]
- Domenico Vitali.[4]
- Antonio Lucifero 1744.[5]
- Francesco Alosi sacerdote 1777.[6]

### Altare maggiore

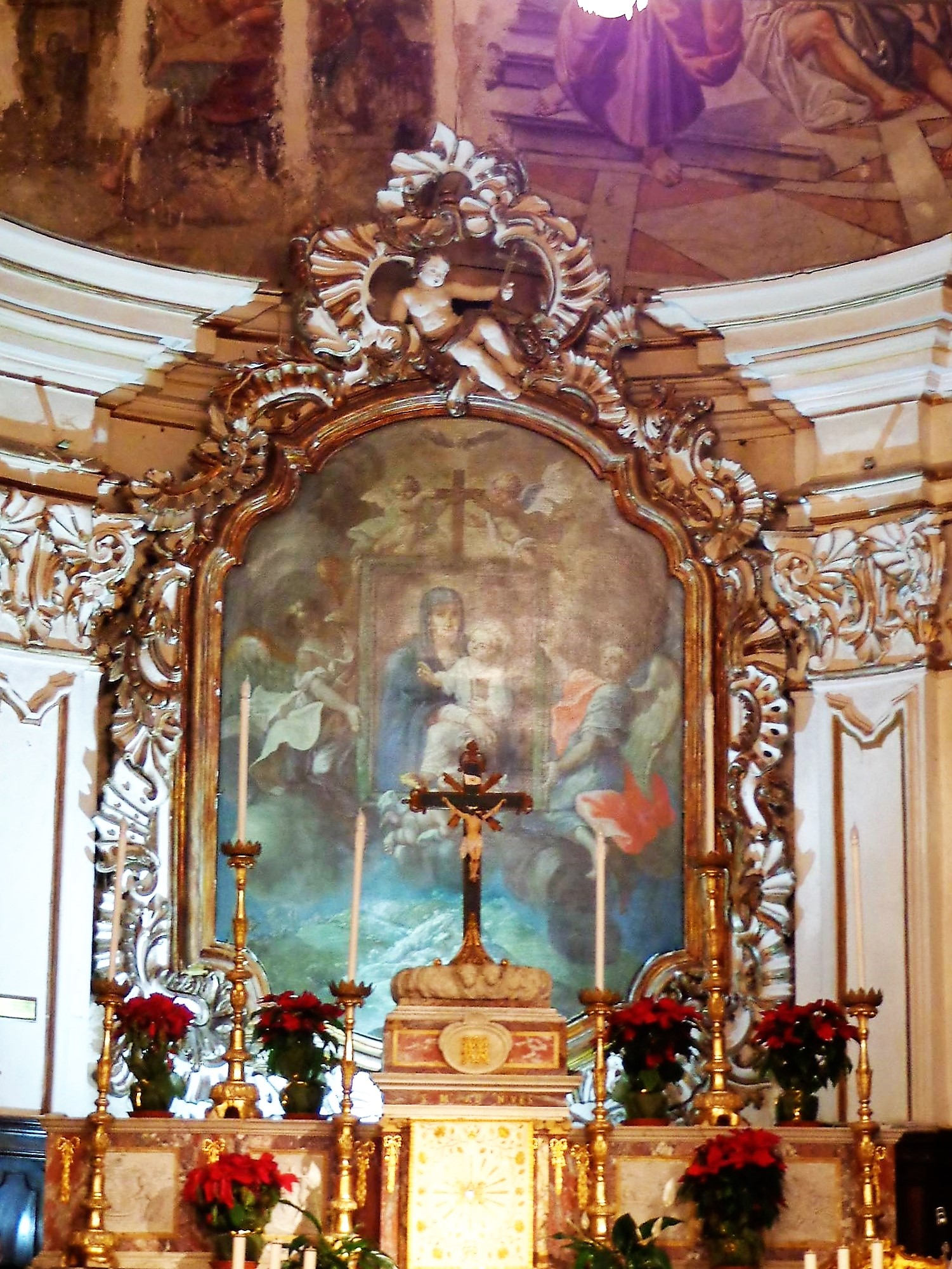
Pala d'altare, altare maggiore.

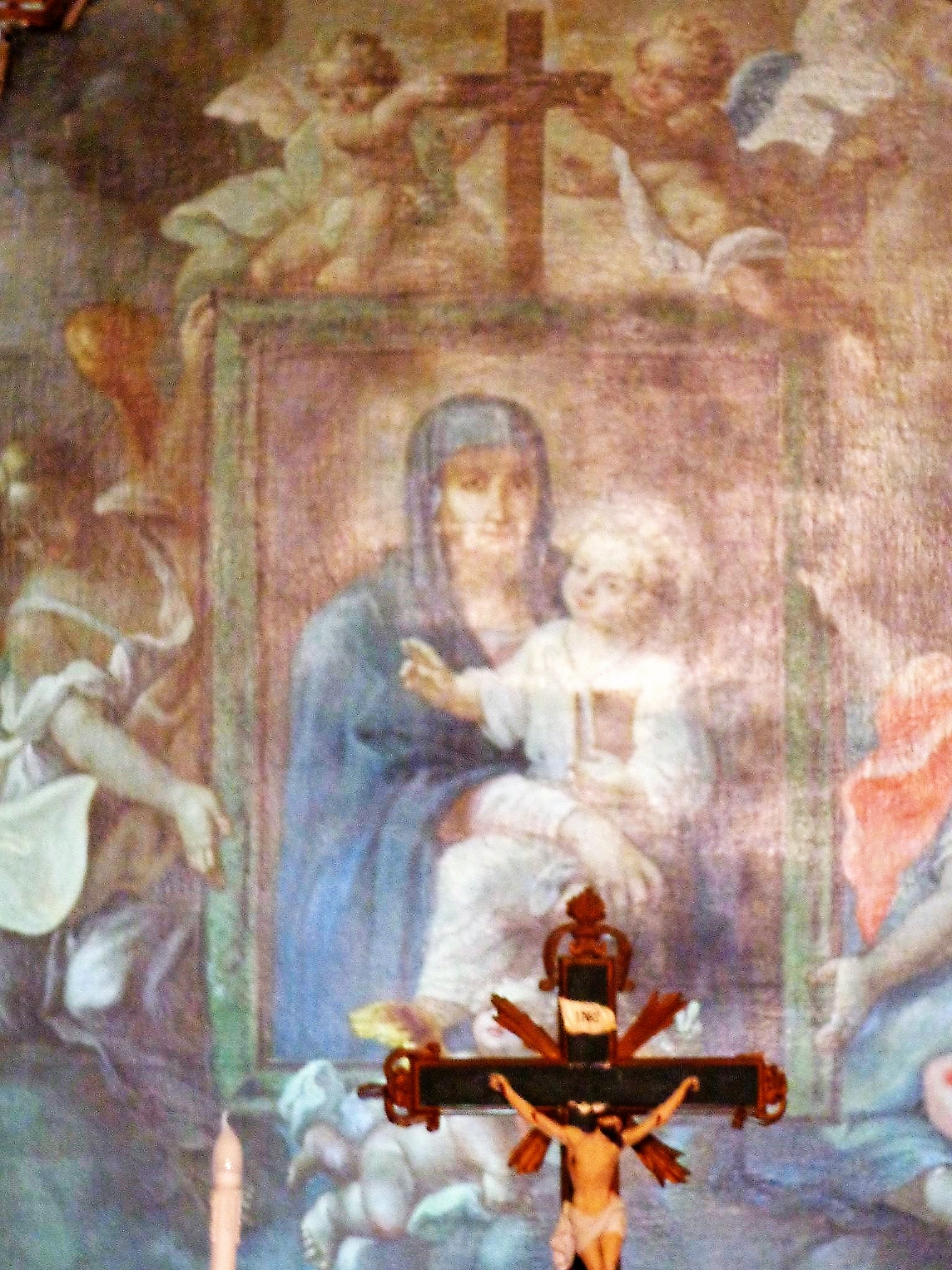
Dettaglio pala d'altare.

L'altare maggiore di stile neoclassico in marmi policromi è del 1750, reca bassorilievi in marmo di Carrara. Nel catino tre dipinti opere di Scipione Manni raffiguranti la Madonna della Neve, la Natività e l'Adorazione dei Magi. Il coro ligneo è del 1775.
Artistica statua lignea della Madonna della Neve ispirata al soggetto del quadro del Settecento, opera contemporanea dell'artigianato di Ortisei. Il titolo e la dedicazione del tempio, il dipinto, la statua, attestano il culto della Madonna della Neve, benché nello specifico non supportato da targhe marmoree o da fonti scritte, alla stessa stregua del santuario della Madonna della Neve di Santa Lucia del Mela e dell'antico santuario della Madonna del Tindari dell'omonima località.
La devozione e la venerazione rivolta alla Madonna della Neve, affonda le sue origini nei primi secoli della Chiesa ed è strettamente legato al sorgere della basilica di Santa Maria Maggiore in Roma considerata il più antico santuario mariano d'Occidente. Precisamente al IV secolo, sotto il pontificato di Papa Liberio. Questa è la tradizione, anche se non comprovata da nessun documento; le chiese sotto il medesimo titolo sono dette "Liberiane" dal nome del pontefice, dal popolo sono chiamate familiarmente "ad Nives", della Neve.

## Cripta
Durante i restauri del 1974, è stata portata alla luce l'antica cripta il cui accesso è posto tra l'altare maggiore e il fonte battesimale.

## Feste religiose
- 6 gennaio, Epifania, tradizionale processione mattutina di Gesù Bambino per le vie del quartiere marinaro di Vaccarella.
- 5 agosto, Festa della Madonna della Neve, ricorrenza liturgica e suggestiva processione nel quartiere e corteo di barche sull'antistante specchio di mare, accompagnata dalle imbarcazioni dei pescatori.